# Nuoto sincronizzato ai Giochi della XXX Olimpiade - Squadre

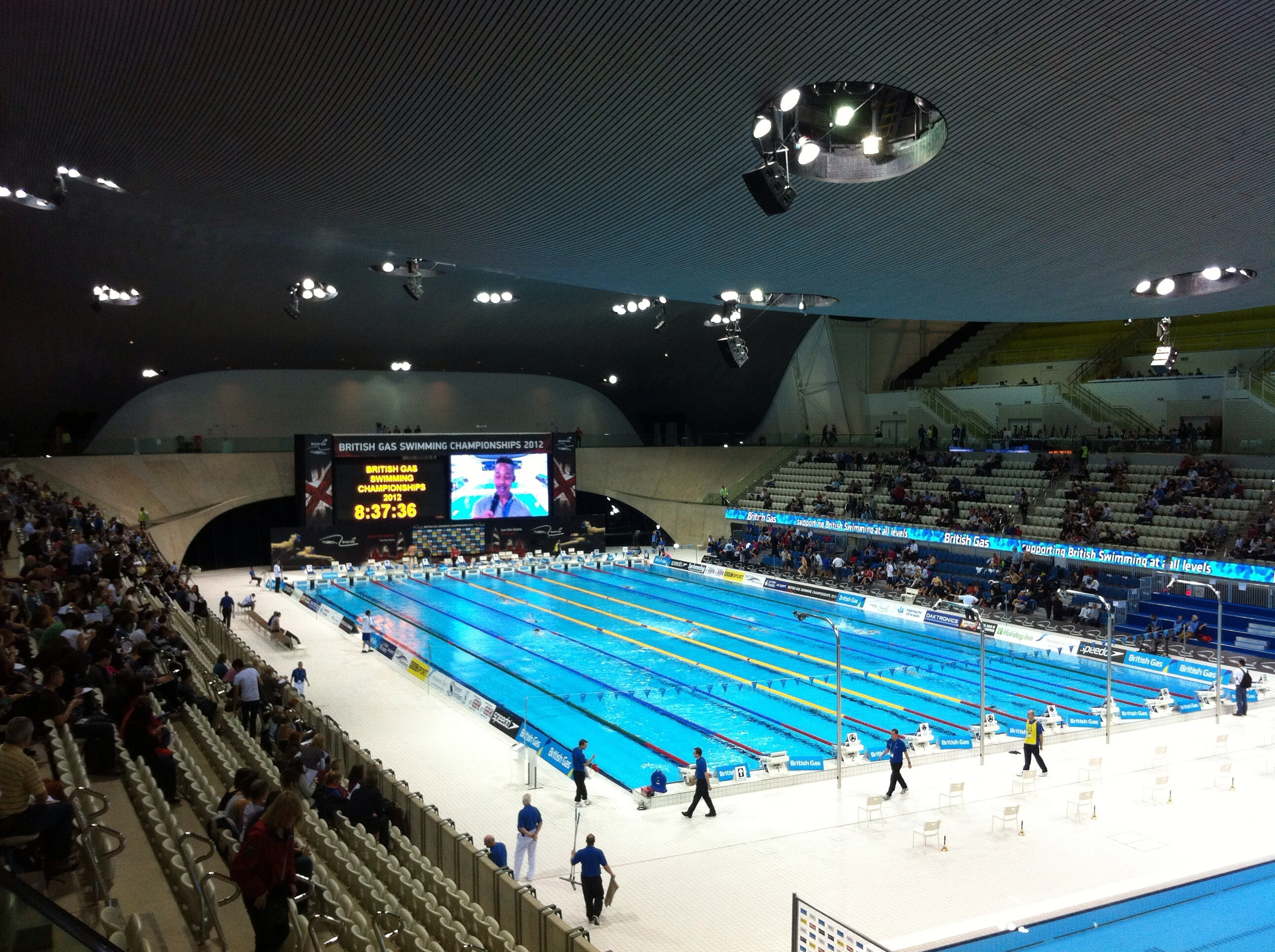
Il London Aquatics Centre, sede della gara

La gara a squadre del nuoto sincronizzato dei giochi olimpici di Londra 2012 si è svolta il 9 e il 10 agosto 2012 al London Aquatics Centre.
Vi hanno preso parte 8 squadre di 9 sincronette l'una per 8 nazioni.

## Programma
| Data                   | Ora   | Turno                 |
| ---------------------- | ----- | --------------------- |
| Giovedì 9 agosto 2012  | 15:00 | Prova Tecnica         |
| Venerdì 10 agosto 2012 | 15:00 | Prova Libera - Finale |

## Risultati
| Posizione | Team          | Prova Tecnica | Prova Libera | Totale  |
| --------- | ------------- | ------------- | ------------ | ------- |
|           | Russia        | 98.100        | 98.930       | 197.030 |
|           | Cina          | 97.000        | 97.010       | 194.010 |
|           | Spagna        | 96.200        | 96.920       | 193.120 |
| 4         | Canada        | 94.400        | 95.230       | 189.630 |
| 5         | Giappone      | 93.800        | 93.830       | 187.630 |
| 6         | Gran Bretagna | 87.300        | 88.140       | 175.440 |
| 7         | Egitto        | 77.600        | 78.360       | 155.960 |
| 8         | Australia     | 77.500        | 77.430       | 154.930 |